# Bos de Bénac

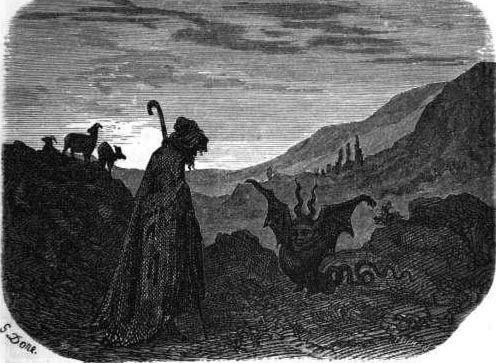
Bos de Bénac in der Wüste, Illustration von Gustave Doré für Voyage aux eaux des Pyrénées von Hippolyte Taine (1855)

Bos de Bénac ist eine historische Person aus der historischen französischen Provinz Bigorre im heutigen Département Hautes-Pyrénées. Zugleich ist er der Held einiger Legenden, die in der Bigorre, den Landes und dem Périgord angesiedelt sind.

## Historischer Hintergrund
Die Familie de Bénac stammt aus dem Dorf Barry, das zur Gemeinde Bénac gehört und in der Ebene zwischen Tarbes und Lourdes liegt. Vom Schloss der Familie ist wenig übriggeblieben. Die Wappenbücher listen eine lange Reihe von Baronen de Bénac, von denen einer namens Bos mit Ludwig dem Heiligen am Siebten Kreuzzug 1270 teilgenommen haben soll und sieben Jahre in Gefangenschaft verbrachte, bevor er nach Hause zurückkehren konnte. Allerdings gibt es zu dieser Teilnahme am Kreuzzug keine historischen Dokumente. 1283 taucht Bos de Bénac als Zeuge in einem Dokument auf. Er soll eine Tochter namens Oulce gehabt haben.
Aufgrund der Namensähnlichkeit wird die Legende des Bos de Bénac auch den Herren von Beynac im Périgord zugeschrieben, die auch Ländereien in den Landes hatten. Baron Adhémar de Beynac hat an einem Kreuzzug teilgenommen, von dem er 1194 zurückkehrte.

## Die Legende
Als Bos de Bénac zum Kreuzzug aufbricht, muss er seine junge Frau zurücklassen. Während seiner Gefangenschaft erscheint ihm der Teufel, der ihm mitteilt, dass sich seine Frau, die ihn für tot hält, wieder verheiraten will. Der Teufel überredet den Baron zu einem Pakt: er bringt den Baron zu seiner Frau zurück; im Gegenzug darf er einen Teil der ersten Mahlzeit zu sich nehmen, die der Baron zusammen mit seiner Frau einnehmen wird. Auf seinem Rücken bringt der Teufel den Baron unverzüglich zu seinem Schloss, wo die Zustände an die Rückkehr des Odysseus nach Ithaka erinnern. Das erste Mahl des Paares besteht ausschließlich aus Nüssen; der Teufel bekommt nur die Nussschalen ab. Wütend zieht er von dannen, nachdem er ein Loch in die Wand geschlagen hat, das sich nicht mehr verschließen lässt.
In den verschiedenen Versionen der Legende bleibt der Kern der Geschichte gleich, doch die Details variieren.

## Spuren der Legende
In Barry befinden sich spärliche Überreste des Schlosses derer von Bénac: zwei aneinanderstoßende Mauerreste mit einer Öffnung, die als das vom Teufel geschlagene Loch interpretiert wird. Im Nachbarort Layrisse gibt es einen Megalithen, der als „Stein des Teufels“ angesehen wird, den dieser aus dem Schloss in Barry schlug; der Stein soll Spuren der Krallen des Teufels aufweisen.

## Versionen der Legende und Quellen
- Eugène Cordier, Légendes des Hautes-Pyrénées, „Le diable au XIIIe siècle“.[1]
- Jean-François Bladé, Contes de Gascogne, Maisonneuve, „Le retour du seigneur“.[2]
- Hippolyte Taine, Voyage aux eaux des Pyrénées, 1855, 1858.[3]
- J.-B. Larcher, Dictionnaire généalogique, lettre B, p 559, Archives des Hautes-Pyrénées.[4]
- Abbé A. Duffourc, Le Bénaqués, ou la baronnie de Bénac, Tarbes, Imprimerie Émile Croharé, 1895.[5]
- Césaire Daugé, La tour de Pouyalè, Escole Gastou-Febus, 1907: située dans les Landes. Le seigneur de Beynac donne les coquilles de noix à un chien, qui se révèle alors être le diable.

## Neuere Veröffentlichungen der Legende
- P.-J. Robert-Cantabre, Bos de Bénac, Editorial occitan, 1926
- Jean-Claude Pertuzé, Les Chants de Pyrène, vol. 1, Loubatières, 1981 (Comic); Bos de Bénac, Loubatières, 2003 (Kinderbuch, Französisch und Okzitanisch)
- Anne et André Lasserre, Bos de Bénac et autres légendes pyrénéennes contées aux enfants, Nîmes, C. Lacour, 2004
- Eric Saint-Marc, La légende de Bos de Bénac, composition musicale pour orchestre, chœur et récitant, 2015